# Мурдханья дхакараву

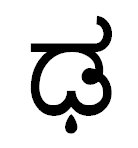
Мурдханья дхакараву

Дхакараву (канн. ಢಕಾರವು) — дха, четвёртая буква третьей варги алфавита каннада, обозначает придыхательный ретрофлексный звонкий альвеолярный взрывной согласный [ḍh]. Аспирированный вариант буквы ಡ. Символ юникода – U+0CA2.
Кагунита: ಢಾ , ಢಿ , ಢೀ , ಢು , ಢೂ , ಢೃ , ಢೆ , ಢೇ , ಢೈ , ಢೊ , ಢೋ , ಢೌ .